# Francesc Basil i Oliveras
Francesc Basil i Oliveras (Figueres, 29 de gener del 1905 - Figueres, 20 d'agost del 1975) va ser compositor de sardanes de gran qualitat.

## Biografia
Va rebre les primeres lliçons de música del seu pare, Ramon Basil i Brujó, músic de cobla i compositor de sardanes. Amplià els estudis de piano amb Lluís Bonaterra i Gras i Josep Passolas i Coderch, i els d'harmonia amb Julià Palanca i Massià. Completà la seva formació a Barcelona, estudiant harmonia, contrapunt, fuga i composició amb el mestre Zamacois.
Va ser alumne de l'IES Ramon Muntaner.
Acabada la Guerra Civil, Basil tocà durant uns anys a la cobla-orquestra Mendoza, de Figueres, el flabiol en formació de cobla i el piano en la d'orquestra. També era el responsable dels arranjaments musicals. Després de presentar-se, sense èxit, a unes oposicions a director de banda militar (com el seu mestre Julià Palanca), Basil agafà una feina de secretari del jutge de Figueres, que pogué compatibilitzar amb la tasca compositora. Encara que no es dedicà a l'ensenyament de la música, si tingué un deixeble, Jaume Cristau, que ha destacat com a compositor, instrumentista de contrabaix i director de cobla.
És un dels compositors de sardanes més premiats (per exemple, amb el premi Joaquim Serra i diversos premis Barcino), i les seves composicions han estat lloades per la crítica. Tanmateix, les seves sardanes no tenen prou ressò popular i rarament es programen, amb la possible excepció de Sant Pere de Roda, la seva obra més divulgada. Compongué més de trenta sardanes i una desena de peces de música per a cobla. Tomàs Gil i Membrado li dedicà la sardana Honorant Francesc Basil.
L'Associació Amics de Francesc Basil convoca un premi de composició per a piano i el Memorial Francesc Basil de composició de sardanes, un dels premis més prestigiosos d'aquest camp (2006, XXIV Memorial).

## Obres
- Curtes impressions pianístiques (1934-1936)
- Dansa noble, ballet
- La Marineta, cançó
- El Mayorazgo (1944), sarsuela, també coneguda per L'hereu
- Quatre impressions, per a piano
- Rondalla (1948), per a piano
- Una capelleta al mig del bosc, per a orquestra

### Música per a cobla
- Catalanesca (1973), petit poema simfònic
- Cinc peces formant de suite (1953)
- Dansa senyorial (1959)
- La filadora, glosa
- Impressions pirinenques (1958), suite, premi Joaquim Serra
- Miniatures: breus impressions per a cobla (1956), suite. També té versió per a piano
- Nadala (1968), glosa, premi Joaquim Serra
- Pàtria (1953), glosa
- Els tres tambors (estrenada pòstumament el 1978), glosa per a dues cobles
- Una vegada n'eren tres (1974), glosa

### Sardanes (llista completa)
- A muntanya ja ha nevat (1943)
- El Bastió de Santa Clara (1959), dedicada al 150 aniversari del setge de Girona
- El blat
- El camí de sempre
- Capvespre (1935), primera sardana
- El castell de Requesens (1956)
- Deixondiment de festa
- L'ermita de Sant Jordi (1970)
- L'ermita de Sant Simó (1971)
- La festa de Santa Llúcia (1946)
- Figueres a en Pep Ventura (1972)
- La font del sarau (1945)
- L'hereu (ca 1944), sardana de la sarsuela, instrumentada per Jaume Cristau
- Homenatge a la verge montserratina (1947), per a dues cobles
- Homenatge al Rei Jaume (1967)
- Hores que no tornen
- Lloança (1961), premi Joaquim Serra
- Lloret de Mar (1969)
- Lloret, vila marinera i senyorial (1973)
- Maig (1958), premi Joaquim Serra
- Montjuïc
- Nadal (1945)
- Els oronells
- Pep Ventura, geni immortal (1975)
- Perquè no venies?
- La plaça de Santa Anna (1970)
- Pluja matinal
- El pont de pedra (1970)
- El pont de Sant Antoni (1966)
- El puig del Castellet (1974)
- Rondallaire
- Roses, vila de sirenes
- Sant Pere de Roda (1944)[nota 1]
- Torrentera avall (1959)